# 斑叶野木瓜
斑叶野木瓜（学名：Stauntonia maculata）是木通科野木瓜属的植物，为中国的特有植物。分布在中国大陆的广东、福建等地，生长于海拔600米至1,000米的地区，多生于山地疏林或山谷溪旁向阳处，目前尚未由人工引种栽培。
其种加词“maculata”意为叶上“有斑点的”。